# Breaking the Code (film)
Breaking the Code è un film per la televisione del 1996 diretto da Herbert Wise ed interpretato da Derek Jacobi. È inedito in Italia.
Il film è un adattamento dell'omonima opera teatrale del 1986 del drammaturgo Hugh Whitemore, e percorre la vita del matematico britannico Alan Turing, che ebbe un ruolo chiave nella decrittazione del codice di Enigma, macchina utilizzata dalle forze armate tedesche durante la seconda guerra mondiale. Come il dramma teatrale, il film si focalizza soprattutto sull'attività di crittoanalisi di Turing e sui suoi tentativi di affrontare la propria omosessualità.

## Trama
Biografia del matematico inglese Alan Turing, uno degli inventori del computer digitale e una figura chiave nella decodifica della macchina Enigma, usata dai tedeschi per inviare ordini segreti ai loro sottomarini U-boats nella seconda guerra mondiale.
Turing era omosessuale e a quei tempi in Gran Bretagna l'omosessualità era un reato, per questo, nonostante il notevole contributo che diede nella vittoria degli Alleati, lo scienziato subì la castrazione chimica.

## Produzione
Il film è stato girato nel Regno Unito tra il novembre e il dicembre del 1995, in formato 35 millimetri. I maggiori finanziatori della pellicola sono stati BBC e WGBH, rete televisiva affiliata a PBS.
Il ruolo del protagonista Alan Turing è stato assegnato all'attore britannico Derek Jacobi, che aveva già interpretato la parte in due rappresentazioni teatrali del dramma di Hugh Whitemore a Broadway, rispettivamente nel 1987 e nel 1988, per le quali era stato candidato nel 1988 ad un Tony Award e ad un Drama Desk Award come miglior attore protagonista in uno spettacolo.

## Messa in onda
Il film è stato trasmesso in prima visione in Canada il 17 settembre 1996, sulla rete televisiva Showcase. Successivamente è stato trasmesso negli Stati Uniti il 2 febbraio 1997 da PBS, come parte dell'antologia Masterpiece Theater, e nel Regno Unito il 5 febbraio 1997 da BBC One.

## Riconoscimenti
Nel 1998 Breaking the Code ha vinto un Broadcasting Press Guild Award ed è stato candidato a due premi BAFTA come miglior film TV e per il miglior attore protagonista Derek Jacobi. Inoltre, nello stesso anno il film è stato candidato come miglior film TV ai GLAAD Media Awards 1998.